# 封敕文
封 敕文（ほう ちょくぶん、生年不詳 - 466年）は、北魏の軍人。本貫は代郡。

## 経歴
封涅の子として生まれた。始光初年に中散となり、しばらくして西部尚書に転じた。使持節・散騎常侍・鎮西将軍・開府・領護西夷校尉・秦益二州刺史として出向し、天水公の爵位を受け、上邽に駐屯した。445年（太平真君6年）、7000の兵を率いて吐谷渾の慕利延の兄の子の拾帰が守る枹罕に攻撃した。兵力が少なかったため勝利できず、広川公乙烏頭らの2軍と隴右で合流した。敕文らが武始に進軍すると、拾帰は夜間に逃走した。敕文は軍を率いて枹罕に入り、拾帰の妻子とその民戸を捕らえると、そのうち1000家を分けて上邽に移住させ、乙烏頭を枹罕にとどめて守らせた。
446年（太平真君7年）、金城郡の辺冏と天水郡の梁会が反乱を起こし、秦州と益州の人々1万戸あまりを扇動して、上邽の東城に拠り、西城を攻撃してきた。敕文は先だって備えを設けていたため、反乱軍100人あまりを殺して、撃退することができた。辺冏と梁会は再び4000人を率いて西城を攻撃し、氐や羌の1万人が南嶺に駐屯し、休官や屠各や雑戸らの2万人あまりが北嶺に駐屯して、辺冏らを支援した。敕文はふたりの部将に200騎を与えて門内に待機させ、別に騎兵を出撃させて辺冏らを攻撃させた。出撃した騎兵を敗勢を偽って後退させると、辺冏らの軍が深追いしてきたため、敕文は軽騎で横合いをつき、辺冏らの軍を撃破し、辺冏を斬った。しかし北嶺の反乱軍が高所から敕文の軍に矢を雨と飛ばして射かけたため、梁会には北嶺への逃走を許し、敕文は騎兵を引き返させた。反乱軍は梁会を推して主とした。敕文は兵200人を分遣して南城を攻撃させ、その門楼を焼かせた。また歩兵を派遣して門を攻めさせ、攻略すると騎兵を突入させた。反乱軍は逃走して東城に逃げ込んだ。
梁会は仇池の楊文徳を引き入れるべく、楊文徳と対立する李洪を殺して、その首級を楊文徳のもとに送った。敕文は楊文徳が来る前に決着をつけるべく太武帝に援軍を求めた。その返答が来る前に梁会が逃走を図ったため、敕文は東城の外に塹壕を掘って、反乱軍の退路を断った。夜間から昼にかけて激しい戦闘がおこなわれたが、反乱軍にはもはや勝利の道がなく、士気の低下が明らかになると、敕文は白虎幡を掲げて降伏を勧め、600人あまりを降伏させた。反乱軍の残余は散り散りになって逃走したが、敕文は騎兵で追撃して蹂躙し、多くを殺害し、4500人あまりを捕虜とした。
略陽郡の王元達が梁会の乱に呼応して起兵し、郡城を攻撃し、休官や屠各の人々を招き集め、天水郡の休官の王官興を秦地王とした。敕文は臨淮公莫真とともにこの反乱を討つべく略陽に進軍した。王元達らは3000人あまりで松多川に駐屯した。敕文は軍を3道に分けて並進させ、反乱軍を撃破し、3000人を捕虜とした。458年（太安4年）、新平公周盆とともに宋の将軍の殷孝祖を清水の東に攻撃したが、敗北した。466年（天安元年）5月、死去した。

## 子女
- 封万護（長男、爵位を弟の封翰に譲った）
- 封翰

## 伝記資料
- 『魏書』巻51 列伝第39
- 『北史』巻37 列伝第25